# WTA Wellington
Das WTA Wellington (zuletzt offiziell: Fernleaf Butter Classic) ist ein ehemaliges Damen-Tennisturnier der WTA Tour, das in Wellington, Neuseeland, ausgetragen wurde.
Offizielle Namen des Turniers:
- 1988–1989: Fernleaf Classic
- 1990: Fernleaf Int’l Classic
- 1991–1992: Fernleaf Butter Classic

| Jahr | Preisgeld |
| ---- | --------- |
| 1988 | 50.000 $  |
| 1989 | 50.000 $  |
| 1990 | 75.000 $  |
| 1991 | 100.000 $ |
| 1992 | 100.000 $ |

## Siegerliste

### Einzel
| Jahr | Siegerin          | Finalgegnerin    | Ergebnis      |
| ---- | ----------------- | ---------------- | ------------- |
| 1988 | Jill Hetherington | Katrina Adams    | 6:1, 6:1      |
| 1989 | Conchita Martínez | Jo-Anne Faull    | 6:1, 6:2      |
| 1990 | Wiltrud Probst    | Leila Mes’chi    | 1:6, 6:4, 6:0 |
| 1991 | Leila Mes’chi     | Andrea Strnadová | 3:6, 7:6, 6:2 |
| 1992 | Noëlle van Lottum | Donna Faber      | 6:4, 6:0      |

### Doppel
| Jahr | Siegerinnen                       | Finalgegnerinnen                  | Ergebnis      |
| ---- | --------------------------------- | --------------------------------- | ------------- |
| 1988 | Patty Fendick Jill Hetherington   | Belinda Cordwell Julie Richardson | 6:3, 6:3      |
| 1989 | Elizabeth Smylie Janine Thompson  | Tracy Morton Heidi Sprung         | 7:6, 6:1      |
| 1990 | Natalija Medwedjewa Leila Mes’chi | Michelle Jaggard Julie Richardson | 6:3, 2:6, 6:4 |
| 1991 | Jo-Anne Faull Julie Richardson    | Belinda Borneo Clare Wood         | 2:6, 7:5, 7:6 |
| 1992 | Belinda Borneo Clare Wood         | Jo-Anne Faull Julie Richardson    | 6:0, 7:6      |